# Sydney International 1996
Il Sydney International 1996 è stato un torneo di tennis giocato sul cemento. È stata la 104ª edizione del torneo di Sydney, che fa parte della categoria World Series 
nell'ambito dell'ATP Tour 1996 e della categoria Tier II
nell'ambito del WTA Tour 1996. Si è giocato al NSW Tennis Centre di Sydney in Australia dall'8 al 15 gennaio 1996.

## Campioni

### Singolare maschile
Todd Martin ha battuto in finale  Goran Ivanišević con il punteggio di 5–7, 6–3, 6–4.

### Singolare femminile
Monica Seles ha battuto in finale  Lindsay Davenport con il punteggio di 4–6, 7–6(7), 6–3

### Doppio maschile
Ellis Ferreira /  Jan Siemerink hanno battuto in finale  Patrick McEnroe /  Sandon Stolle con il punteggio di 5–7, 6–4, 6–1.

### Doppio femminile
Lindsay Davenport /  Mary Joe Fernández hanno battuto in finale  Lori McNeil /  Helena Suková con il punteggio di 6–3, 6–3.